# 惯性参考系
在经典物理学与狭义相对论中，惯性参考系或惯性坐标系，简称为惯性系（英語：Inertial frame of reference）是指可以均匀且各向同性地描述空间，并且可以均匀描述时间的参考系。在惯性参考系内，系统内部的物理规律与系统外的因素无关。
所有的惯性系之间都在进行匀速平移运动。不同惯性系的测量结果可以通过简单的变换（伽利略变换或洛伦兹变换）相互转化。广义相对论中，在任意足够小以致时空曲率与潮汐力可以忽略的区域内，人们可以找到一组惯性系来近似描述这个区域。广义相对论中，非惯性系中的系统由于测地线运动原理不会受到外界影响。
物理定律在所有惯性系中形式一致。经典物理学与狭义相对论中，在非惯性系里，系统的物理规律会受到参考系相对于惯性系的加速度影响而发生变化。此时物体的受力要考虑惯性力。比如，落地的小球由于地球自转并不是完全沿直线落下。与地球一起运动的观察者必须考虑科里奥利力才能预测小球的水平运动情况。离心力是另一种与旋转参考系有关的惯性力。

## 概论
物体的运动只能通过客体（其他物体、观察者或是一组时空坐标）来相对描述。这些客体称作参考系。如果参考系选择得不好，运动定律就会变得不必要地复杂。例如，在某些参考系中不受外力的物体可以保持静止，而在另外某些参考系中则有可能在未受力的情况下，从某个时刻开始运动。类似地，如果空间的描述不均一或是含时，那么在此时选定的参考系中，自由物体的运动轨迹就有可能变得非常复杂。因而从直觉上来说，力学定律在惯性系中的形式最简。
在惯性系中，物体满足牛顿第一定律，即在不受力的情况下，速度的大小与方向不变。同时，质点满足的牛顿第二定律的形式为：
{\displaystyle \mathbf {F} =m\mathbf {a} \ ,}
其中，F是物体所受的总外力、m为质点的质量，a则是参考系中静止的观察者测得的加速度。F是电磁力、引力以及核力这些“真实”的力的矢量和。与此形成对比的是，在绕着某个轴以角速率Ω旋转的参考系中，牛顿第二定律的形式为：
{\displaystyle \mathbf {F} '=m\mathbf {a} \ ,}
虽然形式看起来并没有发生变化，但此时的F′则要在F基础上加上下面这些项：
{\displaystyle \mathbf {F} '=\mathbf {F} -2m\mathbf {\Omega } \times \mathbf {v} _{B}-m\mathbf {\Omega } \times (\mathbf {\Omega } \times \mathbf {x} _{B})-m{\frac {d\mathbf {\Omega } }{dt}}\times \mathbf {x} _{B}\ ,}
其中参考系的旋转通过沿着旋转轴、大小为Ω的矢量Ω表达，符号×表示矢量间的叉积运算，矢量xB为物体的位置，而vB则是旋转的观察者看到的速度。
F′中附加的这些项是由参考系造成的“假想”的力。第一项叫作科里奥利力，第二项叫作离心力，而第三项则叫作欧拉力。这三项共同具有这样一个特点：它们会在Ω = 0时消失，也就是说在惯性系中为零；它们的方向与大小会由于Ω不同，而发生变化；它们在旋转系中普遍存在（即所有质点都会受其影响）；它们并没有可以识别的物理来源。同时，这些假想力还不会像核力与静电力那样随着质点间距离增大而减小。比如离心力就有可能在质点远离转轴的过程中增大。
综上，所有观察者看到的真实力F是一样的；非惯性系中的观察者还要考虑假想力。由于非必须力不存在，惯性系中的物理定律更为简洁。
牛顿曾假设存在相对于绝对空间静止的恒星。牛顿运动定律在相对于这些恒星静止或匀速运动的参考系中成立。而在相对于静止恒星加速运动的参考系中，比如相对于这些恒星旋转的参考系，运动定律需要附加惯性力，比如前文所说的那些“假想力”。牛顿曾设计过两种可以展示这些力有实际影响的实验：一种是通过测定悬挂着两个绕共同质心旋转的球的绳中的拉力来确定两个球的绝对运动角速度；另一种则是当旋转的水桶突然停止旋转时，其中的水的表面的形状仍成凹状的抛物面。在这两种情形中，如果不考虑离心力与科里奥利力的话，对于旋转的观察者来说，牛顿第二定律将不再成立。
不过，那些“静止的”恒星实际上却并不是静止的。银河系内部的恒星会绕着银心转动（表现为自行）。而银河系外的则也会参与对应星系中的运动：部分由于宇宙膨胀，部分是它们的本动。仙女座星系更是在以117 km/s的速度撞向银河系。惯性系的概念现在不再以“静止的恒星”或是绝对空间来定义。但惯性系的确认仍是基于其中的物理定律是否简洁，特别是是否需要考虑惯性力。
实际情况中，将“静止”恒星作为惯性系所造成的偏差非常小。例如，地球绕太阳公转时的离心加速度要比太阳公转的离心加速度大约三千多万倍。
对于宇宙是否在转动的这个更进一步的问题，尽管存在更明确的观测（测量不确定度更小的观测），例如，并不各向同性的宇宙微波背景辐射或太初核合成，在这里還是通过银河系目前形状的形成来探讨这个问题。银河系较为平坦的形状来源于其在惯性系中的转动速率。如果我们将其视在转动速率完全归因为惯性系中的转动，那么在我们假设部分转动效应实际来源于宇宙整体的转动时就可以得到不同的平坦程度。基于物理定律，科学家构造了一种考虑到宇宙转动的模型。如果考虑转动的模型要比没有考虑转动的模型中的物理定律更为符合观测结果，我们就需要选定转动的最佳拟合值，以与其他相关观测结果相符。而如果天文观测中不能得到转动参数，或是理论超出观测误差限，现有物理定律就有必要进行修正，比如引入暗物质来解释星系自轉問題。到目前为止，有关观测显示宇宙自转速率非常之慢，角速率上限为60·1012年自转一次（10−13 rad/yr）。人们也由此质疑宇宙是否真在转动。不过如果人们找到转动的明确证据，经典力学与狭义相对论中有关惯性力的说法就需要修正，或者用广义相对论中时空曲率与物体沿测地线运动的说法取代。
而在微观尺度上，当量子效应非常显著时，就需要引入相应的量子参考系。

## 背景

### 一组物理定律最简的参考系
依据狭义相对论的第一条公设，惯性系中所有物理定律的形式最简，且惯性系间通过匀速平移运动联系在一起：
狭义相对论是以下面的公设为基础的（而伽利略-牛顿的力学也满足这个公设）：如果这样来选取一个坐标系K，使物理定律依照於这个坐标系得以最简单的形式成立，那么对于任何另一个对于K作匀速平移运动的坐标系，这些定律也同样成立。——阿尔伯特·爱因斯坦，《广义相对论的基础》：§A.1
这种最简性原则意味着惯性系中的物理定律并不像非惯性系中那样需要考虑外在因素。这个原理既可以在牛顿力学中使用，也可以在狭义相对论中使用。
套入比较实际的例子，惯性系的等价性意味着箱中的科学家不能通过任何实验来判定他的绝对速度（否则他就能够构造从尤参考系）。依据这个定义以及光速不变原理，惯性系间的变换可以通过对称变换的庞加莱群中的洛伦兹变换实现。牛顿力学则可以视为狭义相对论在光速无限时的一种特例，惯性系之间的变换通过对称变换中的伽利略群实现。

### 绝对空间
牛顿在与“静止”恒星相对静止的参考系中“安置”了绝对空间。惯性系就是相对于绝对空间匀速平移运动的参考系。然而即使在牛顿时代，也有一些科学家（马赫所说的“相对主义者”）觉得绝对空间是力学表述的缺陷，应该用其他概念替换掉。
路德维希·朗格曾在1885年给出惯性系的一种操作定义：
在惯性系中，从同一点向三个不同方向（非共面）扔出的质点都会直线运动。
马赫曾讨论过朗格的这种提法。
后世的科学家也讨论过牛顿力学中“绝对空间”存在的不足：
- 绝对空间的存在与经典力学的内在逻辑抵触，因为依据伽利略相对性原理，不存在特殊的惯性系。
- 绝对时空也不能解释惯性力，因为它们与相对於惯性系的加速度有关。
- 如果引入绝对空间的话，那么就会存在这样的推论，即物体本身是抗拒加速的，但这种效应是不存在的、

此外也有科学家对于惯性系的定义做了进一步的讨论：
原本的提法“运动定律相对于哪个参考系成立？”是错的。因为运动定律本身就可以确定一类参考系及它们的构造方法。

## 牛顿惯性系

两个相对速度为的参考系。S系相对于S系旋转了一定的角度。当一个不受力的物体在其中匀直运动，它们就是惯性系。如果在一个参考系中看到一个物体匀直运动，那么在另一个参考系中，那个物体也会在匀直运动。

在牛顿力学的范畴内，惯性系是牛顿第一定律成立的参考系。狭义相对论原理将其中的提法推广到所有物理定律。
牛顿认为第一定律在相对于“静止”恒星匀速运动的参考系中成立，也就是与那些恒星的相对速度的方向与大小都不发生变化。现在人们已经不用涉及到绝对空间的提法，在经典力学中这样定义惯性系：
在惯性系中，物体在不受力的情况下会沿着一条直线，以恒定的速率运动。
因此相对于惯性系，物体只会在实际受力时才会加速，而在净外力为零时，物体会静止或继续沿着一条直线，以恒定速率匀直运动。牛顿惯性系间的变换是通过伽利略变换完成的。
但这种判定方法存在一定的问题：如果把匀直运动看作是净外力为零的结果，那么这种提法本身并没有给出惯性系有何意义；如果这是在定义惯性系，那么我们就必须得判定净外力何时为零。爱因斯坦也曾提到过这个问题：
惯性原理的弱点在于它含有这样的一种循环论证：如果有一物体离开别的物体都足够远，那么它运动起来就没有加速度；而只是由于它运动起来没有加速度，我们才知道它离开别的物体足够远。——阿尔伯特·爱因斯坦，《相对论的意义》
这个问题有一些解决方法。第一种是假设当物体距离某种真实力来源足够远时，这个物体就不会受到那种力的作用。此时，我们只需要确保物体距离所有力的来源足够远，即离其他所有物体足够远，就可以保证它不受力。但关于这种方法有一种存在很久的反驳意见即距离再远的两个物体也会相互影响（马赫原理）。另一种方法就是辨识所有力的来源，并描述它们对物体的作用力。而在实际情况中，人们可能由于马赫原理以及对于世界了解水平的限制，而漏掉其中某些力或力的影响。第三种方法是在参考系变换过程中，看受力的变化。由于参考系加速度产生的惯性力会在惯性系中消失，而这些惯性力的变换在一般情况下是非常难过复杂的。基于物理定律普适性以及定律表述简洁性的要求，惯性系可以通过惯性力为零来与非惯性系相区别。
牛顿本人也曾在运动定律的某个推论中给出了他自己的相对性原理：
当某个给定的空间静止或匀直运动，那么这个空间中的物体之间的运动保持不变。
这条原理与狭义相对论原理有两点不同：它只适用於力学并且没有提到定律表述的简洁性。而它与狭义相对论原理相依的一点就是对于某个特定系统的描述在彼此平移运动的参考系间保持形式不变。

## 非惯性系与惯性系之间的分野

### 理论

两个通过细线连在一起的球以角速率ω转动。由于两个球在转动，细线内部有张力。

这个系统在惯性系中的受力分析：细线内部的张力会提供两个球的向心力。

非惯性系与惯性系可以通过惯性力的有无来区分，简单来说：
非惯性系的效应导致观察者必须在计算中引入惯性力……
惯性力存在意味着此时的物理定律并非最简，所以依据狭义相对论，存在惯性力的参考系不是惯性系：
在非惯性系中的运动方程与在惯性系中的运动方程相差一项称为惯性力。这使我们能用实验觉察出一个参考系（例如地球的自转）之非惯性系性质。
非惯性系中的物体会受到惯性力。它是来源于参考系自己加速度的力，而非作用在物体的实际相互作用。前文提到的旋转参考系中的离心力与科里奥利力就是惯性力。
那么该如何区分惯性力与实在的力？如果不对二者加以区别的话，那么牛顿对于惯性系的定义就非常难以使用。比如考虑一个在惯性系中静止的物体。物体静止就意味着它所受外力的和为零。但在围绕一个固定轴旋转的参考系中，这个物体看起来就是在向心力（科里奥利力与离心力的和）的作用下做圆周运动。那么此时我们如何将转动参考系判定为非惯性系？此时有两种解决方式，一种是去寻找惯性力的来源。人们会发现并不能找到：没有相关的载力子，也没有向引力与电磁作用那样的场源物体。另一种是考察不同参考系中的情况。对于任意惯性系，科里奥利力与离心力为零。因此，可以利用狭义相对论原理，即物理定律在所有惯性系中的形式相同且最简，来将惯性系与非惯性系区分出来。而由此原理，转动参考系就不是惯性系。
牛顿本人是用像右图中的两个旋转的球来考察这个问题。他提出如果球不转动的话，那么任意参考系中测得绳张力为零如果球只是看起来在转动，也就是说在一个转动参考系中看到球静止，那么此时绳中的张力为零，向心力完全由科里奥利力与离心力提供。如果球确实在转动，那么向心力就确实是由张力提供。因此可以通过测量绳的张力来确定惯性系：即绳子张力是向心力来源并且数值保持不变的参考系。也就是说惯性系是惯性力消失的参考系。
牛顿还考虑直线加速的一种情况：
对于一组物体，无论它们相互之间如何运动，如果它们受到平行方向上的相同加速力，它们会继续保持相对运动状态，就像没有收到这种力一样。
这个原理推广了惯性系中的情况。比如，一个关在正自由落体的电梯中的观察者，会发现只要不知道电梯外的情况，自己就是个有效的惯性系，即使此时他正受引力作用加速下落。所以，严格来说，惯性系是一种相对的概念。依据这一点，人们就可以定义彼此静止或匀速平移的惯性系的集合，而单个惯性系是这个集合的一个元素。在使用这种理念的时候，参考系中观测到的一切物体会具有来自参考系的具有基线的共同加速度。例如，还是在电梯的例子中，所有物体都具有相同的引力加速度，而电梯自己也具有这种加速度。
1899年，天文学家卡尔·史瓦西讨论了双星系统的观测。两颗星体的运动轨道共面。在距离这个系统足够近时，从地球上就可以看到双星轨道的近日点相对于太阳系是否仍指向同个方向。史瓦西提出所有观测到的双星系统的角动量方向相对于太阳系的角动量方向保持不变。就像陀螺仪那样，所有天体的角动量就是相对于普遍惯性空间的角动量。

### 应用
惯性导航系统使用一组陀螺仪与加速计来确定相对于惯性空间的加速度。在陀螺仪调向惯性空间中的某个方向，角动量守恒定律就会保证在其不受外力时朝向保持不变。三个正交的陀螺仪 可以构建一个惯性系，加速计可以测量相对于那个惯性系的加速度。此时再辅以测量时间的时钟就可以计算位移。因此惯性导航法是一种不用外界输入因此也不会受外部或内部信号影响的航位推測法。
航海中可用来找到地理北极的陀螺罗经并不是通过地磁场实现其功能的，而是利用惯性系作为其参考系的。从外部看，陀螺罗经会沿着当地的铅垂线。当罗经中的陀螺仪螺旋向上时，陀螺仪的悬挂方式会导致其旋转轴的方向与地轴方向逐渐变得一致。与地轴相同的朝向是陀螺仪的转轴能够与地球保持相对静止并且不必改变与惯性空间的相对方向的唯一方式。在被调至螺旋向上后，罗经会在大概15分钟内就能与地轴指向一致。

## 牛顿力学
包含相对性原理的经典力学要求所有惯性系等价。牛顿力学还另添了绝对时空的假设。基于这两种假设，同一个事件（时空中的一个点）在两个惯性系的坐标之间的关系由伽利略变换给出：
{\displaystyle \mathbf {r} ^{\prime }=\mathbf {r} -\mathbf {r} _{0}-\mathbf {v} t}
{\displaystyle t^{\prime }=t-t_{0}}
其中r0与t0是时空原点的偏移量，v是两个惯性系之间的相对速度。在伽利略变换中，两个事件之间的时间间隔t2 − t1在所有惯性系中不变，两个同时事件之间的距离|r2 − r1|也是不变的。

## 狭义相对论
狭义相对论与牛顿力学一样假设惯性系等价。它还有另一条公设，无论光的传播方向、频率以及光源运动状态如何，真空中光速c0不变。第二条公设虽然已经得到实验验证，但它会造成一些违反直觉的现象：
- 时间膨胀（运动的时钟变慢）
- 长度收缩（运动物体在运动方向变短）
- 相对同时（某个参考系内同时的事件在几乎所有相对于那个参考系运动的参考系中不同时。）

这些公设的推论是时空的普遍性质。无论涉及的物体结构或是钟表运作如何，它们都普遍成立。这些效应可以用洛伦兹变换表示：
{\displaystyle x^{\prime }=\gamma \left(x-vt\right)}
{\displaystyle y^{\prime }=y}
{\displaystyle z^{\prime }=z}
{\displaystyle t^{\prime }=\gamma \left(t-{\frac {vx}{c_{0}^{2}}}\right)}
这里忽略了原点的偏移量，相对速度沿{\displaystyle x}轴方向，洛伦兹因子γ定义为：
{\displaystyle \gamma \ {\stackrel {\mathrm {def} }{=}}\ {\frac {1}{\sqrt {1-(v/c_{0})^{2}}}}\ \geq 1.}
洛伦兹变换在c0 → ∞或v → 0时与伽利略变换等价。经过洛伦兹变换后，事件间的时间与距离可能会发生变化，不过洛伦兹标量间隔s却不会发生改变：
{\displaystyle s^{2}=\left(x_{2}-x_{1}\right)^{2}+\left(y_{2}-y_{1}\right)^{2}+\left(z_{2}-z_{1}\right)^{2}-c_{0}^{2}\left(t_{2}-t_{1}\right)^{2}}
而在相对论中，旋转系只能应用在距离转动中心较近的物体，因为当距离足够大时，物体速度就会超过光速。

## 广义相对论
等效原理是广义相对论的一条基础原理：
观察者不能利用实验手段判断加速度是来自引力还是来自加速参考系。
这条原理由爱因斯坦1907年在《关于相对性原理和由此得到的结论》中引入，而后在1911年发展。这条原理后来得到厄缶实验的验证。这个实验确定了所有物体惯性质量与引力质量的比值相同。目前人们在1011范围内也没有找出两者的差别。
爱因斯坦通过把“平直”的闵可夫斯基时空取代为具有一定度规的弯曲时空来使“惯性系”与“非惯性系”的效应不再存在区别。在广义相对论中，惯性原理被测地线运动原理，即物体依照时空曲率运动，取代。在广义相对论中，物体受到曲率的影响不再具有保持速度不变的“惯性”。测地线导数的存在标志着惯性系不再像牛顿力学或是狭义相对论中那样全域存在。
不过广义相对论会在充分小的时空区域内退化为狭义相对论。在那种区域内，曲率的影响非常小，人们可以重新使用惯性系中的结论。因而，狭义相对论有时会称作是“定域理论”。

## 延伸阅读
- Edwin F. Taylor and John Archibald Wheeler, Spacetime Physics, 2nd ed. (Freeman, NY, 1992)
- Albert Einstein, Relativity, the special and the general theories, 15th ed. (1954)
- Poincaré, Henri. . Archives Neerlandaises. 1900, V: 253–78.
- Albert Einstein, On the Electrodynamics of Moving Bodies, included in The Principle of Relativity, page 38. Dover 1923
- Julian B. Barbour; Herbert Pfister. . Birkhäuser. 1998: 445. ISBN 0-8176-3823-7.
- PJ Nahin. . Springer. 1999: 369; Footnote 12. ISBN 0-387-98571-9.
- B Ciobanu, I Radinchi （页面存档备份，存于） Modeling the electric and magnetic fields in a rotating universe Rom. Journ. Phys., Vol. 53, Nos. 1–2, P. 405–415, Bucharest, 2008
- Yuri N. Obukhov, Thoralf Chrobok, Mike Scherfner （页面存档备份，存于） Shear-free rotating inflation Phys. Rev. D 66, 043518 (2002) [5 pages]
- Yuri N. Obukhov （页面存档备份，存于） On physical foundations and observational effects of cosmic rotation (2000)
- Li-Xin Li （页面存档备份，存于） Effect of the Global Rotation of the Universe on the Formation of Galaxies General Relativity and Gravitation, 30 (1998) doi:10.1023/A:1018867011142
- P Birch （页面存档备份，存于） Is the Universe rotating? Nature 298, 451 - 454 (29 July 1982)
- Kurt Gödel[永久] An example of a new type of cosmological solutions of Einstein’s field equations of gravitation Rev. Mod. Phys., Vol. 21, p. 447, 1949.